# Heio
Heio ist ein männlicher Vorname und die friesische Form von Heinrich.

## Namensträger
- Heio Letzel (* 1947), deutscher Dokumentarfilmer und Filmjournalist
- Heio Müller (1917–1968), deutscher Rundfunkregisseur und Autor
- Heio von Stetten (* 1960), deutscher Schauspieler